# 修文学院高等学校
修文学院高等学校（しゅうぶんがくいんこうとうがっこう）は、愛知県一宮市にある私立高等学校。

## 概要
男女共学（家政科は女子のみ）。2022年（令和4年）3月までの名称は修文女子高等学校（しゅうぶんじょしこうとうがっこう）。運営母体の学校法人修文学院は修文大学、修文大学短期大学部、修文大学附属一宮幼稚園を運営している。

## 学科
- 普通科(特進クラス)
- 普通科(進学クラス)
- 情報会計科
- 家政科  女子のみ
- 食物調理科

## 沿革
- 1941年（昭和16年） - 一宮市議会議長の吉田萬次によって一宮女子商業学校として開校。吉田は後に一宮市長となる。
- 1945年（昭和20年） - 学校訓制定（推譲・明朗・強健）。
- 1948年（昭和23年） - 学制改革により桃陵女子高等学校が発足（普通科、商業科、家政科の3課程を設置）。
- 1955年（昭和30年） - 桃陵女子高等学校を一宮女子高等学校に校名変更。
- 1958年（昭和33年） - 校訓制定（誠実・勤勉・温雅・質素）、学校訓（推譲・明朗・強健）を学園訓とする。
- 1987年（昭和62年） - 校訓を廃止し、学園訓に一本化。
- 1997年（平成9年） - 食物調理科を設置、厚生大臣の調理師養成施設の指定を受け、調理師資格取得可能になる。
- 2001年（平成13年） - 環境マネジメントシステムの国際規格ISO14001認証取得。
- 2007年（平成19年） - 商業科を情報会計科に改称。
- 2008年（平成20年） - 一宮女子高等学校を修文女子高等学校に校名変更。
- 2022年（令和4年）4月 - 修文女子高等学校を修文学院高等学校に校名変更。男女共学化[1]。

## 学習面
学校としては、大学受験に向けて「勉強計画スケジュール表」を使った取り組みが行われている。

## 制服
制服は冬服がブレザー、夏服がシャツ・ポロシャツである。

## 部活動

### 運動部[3]
- ソフトボール
- バレーボール
- 陸上競技
- バスケットボール
- テニス
- バドミントン
- 卓球
- 弓道

### 文化部
- 吹奏楽
- 音楽
- 和太鼓
- アート
- 演劇
- フードクリエート
- ファッションクリエート
- マルチメディア
- 生活クリエート
- インターアクト
- ダンス
- e-スポーツ
- 補習

### 同好会[4]
- ガーデニング

## アクセス
- 名鉄一宮駅西口、徒歩約20分
- 名鉄バス繊維センター前、徒歩約5分
- 名鉄バス修文学院、徒歩約5分
- 学園運営のスクールバス（名鉄一宮駅-学園）